# Vladimir Grigoryevich Suteyev
Vladimir Grigoryevich Suteyev (tiếng Nga: Владимир Григорьеви Сутеев; 1903-1993) là một trong những người tiên phong của ngành hoạt hình Liên Xô. Ông đồng thời là một nhà văn, nhà điện ảnh với rất nhiều tác phẩm dành cho trẻ em.

## Tác phẩm

### Truyện thiếu nhi
- Bác Misha
- Quả táo
- Một túi táo
- Cây Giáng sinh
- Con gì kêu meo meo ?
- Chú Chuột và cây Bút Chì
- Cây đũa thần
- Gà và Vịt
- Chú Mèo bắt cá
- Ba chú mèo
- Ngày nghỉ của Mẹ
- Petya và cô bé quàng khăn đỏ
- Petya Ivanov và chiếc đồng hồ ma thuật
- Cử hiệu ma thuật

### Phim hoạt hình
- 1905-1925 (1925)
- Trung Hoa rực lửa (1925)
- Những cuộc phiêu lưu của Hầu tước Munchausen (1929)
- Chú thủy thủ dũng cảm (1936)
- Chú Styopa (1938)
- Chó và Mèo (1938)
- Khu vườn hạnh phúc (1947)
- Khi thắp sáng cây Giáng sinh (1950)
- Zay và Chik (1952)
- Cửa hiệu ma thuật (1953)
- Con gì kêu meo meo (1962)
- Bác Misha (1972)
- Ông già Tuyết và con Sói Xám (1978)

### Phim tài liệu
- Các loại xe tăng địch(1941)
- Tiêu diệt xe tăng địch (1941)
- Cuộc chiến chống xe tăng địch (1941)
- Làm thế nào để đối phó với sự đóng băng (1941)